# Johnson Spinner
| MR-Klassen 25, 1853, 179, 115, 2601 | MR-Klassen 25, 1853, 179, 115, 2601 | MR-Klassen 25, 1853, 179, 115, 2601 | MR-Klassen 25, 1853, 179, 115, 2601 | MR-Klassen 25, 1853, 179, 115, 2601 | MR-Klassen 25, 1853, 179, 115, 2601 |
| ----------------------------------- | --- | --- | --- | --- | --- |
| Lokomotive Nr. 34 der Klasse 1853   | | | | | |
| Klassen                             | | | | | |
| MR                                  | 25 | 1853 | 179 | 115 | 2601 |
| Nummerierung                        | | | | | |
| MR bis 1907:                        | 25–32 1837 1854– 1862 | 1853 1834 1863– 1872 4…178 | 179–183 75…88 | 115–121 123–128 130–131 | 2601– 26081) 22–23 |
| MR ab 1907:                         | 600–607 609–619 | 608, 609 620–659 | 660–669 | 670–684 | 685–694 |
| Technische Daten                    | | | | | |
| Anzahl:                             | 18 | 42 | 10 | 15 | 10 |
| Anzahl gesamt:                      | 95 | 95 | 95 | 95 | 95 |
| Hersteller:                         | MR-Werkstätte Derby | MR-Werkstätte Derby | MR-Werkstätte Derby | MR-Werkstätte Derby | MR-Werkstätte Derby |
| Baujahre:                           | 1887– 1890 | 1889– 1893 | 1893– 1896 | 1896– 1899 | 1899– 1900 |
| Ausmusterung:                       | 1919– 1928 | 1920– 1927 | 1925– 1927 | 1921– 1928 | 1919– 1922 |
| Bauart:                             | 2’A1 n2 | 2’A1 n2 | 2’A1 n2 | 2’A1 n2 | 2’A1 n2 |
| Spurweite:                          | 1435 mm (Normalspur) | 1435 mm (Normalspur) | 1435 mm (Normalspur) | 1435 mm (Normalspur) | 1435 mm (Normalspur) |
| Fester Radstand:                    | 6413 mm | 6413 mm | 6413 mm | 6680 mm | 6680 mm |
| Radstand mit Tender:                | 13.160 mm | 13.160 mm | 13.160 mm | 13.472 mm | 21.600 mm |
| Dienstmasse Lok alleine:            | 43,7 t | 44,4 t | 45,0 t | 47,9 t | 51,0 t |
| Radsatzfahrmasse:                   | 17,8 t | 17,8 t | 17,8 t | 18,8 t | 18,8 t |
| Höchstgeschwindigkeit:              | 145 km/h (90 mph) | 145 km/h (90 mph) | 145 km/h (90 mph) | 145 km/h (90 mph) | 145 km/h (90 mph) |
| Indizierte Leistung:                | 478 kW (648 PS) | 494 kW (671 PS) | 533 kW (724 PS) | 560 kW (760 PS) | 600 kW (810 PS) |
| Anfahrzugkraft:                     | 58 kN | 60 kN | 65 kN | 68 kN | 72 kN |
| Kuppelraddurchmesser:               | 2235 mm (7 ft 4 in) | 2286 mm (7 ft 6 in) | 2286 mm (7 ft 6 in) | 2362 mm (7 ft 9 in) | 2375 mm (7 ft 9½ in) |
| Steuerungsart:                      | Stephenson mit Flachschieber | Stephenson mit Flachschieber | Stephenson mit Kolbenschieber | Stephenson mit Kolbenschieber | Stephenson mit Kolbenschieber |
| Zylinderdurchmesser:                | 457 mm (18 in) 2) | 470 mm (18½ in) | 483 mm (19 in) | 495 mm (19 1⁄2 in) | 495 mm (19 1⁄2 in) |
| Kolbenhub:                          | 660 mm (26 in) | 660 mm (26 in) | 660 mm (26 in) | 660 mm (26 in) | 660 mm (26 in) |
| Kessel:                             | Typ D | Typ D | Typ D | Typ E | Typ F |
| Kesselüberdruck:                    | 11 bar (160 psi) | 11 bar (160 psi) | 11 bar (160 psi) | 11,7 bar (170 psi) | 12,4 bar (180 psi) |
| Anzahl Heizrohre:                   | 242 | 242 | 242 | unbekannt | 228 |
| Rostfläche:                         | 1,8 m² | 1,8 m² | 1,8 m² | 2,0 m² | 2,3 m² |
| Strahlungsheizfläche:               | 10,9 m² | 10,9 m² | 10,9 m² | 11,9 m² | 13,7 m² |
| Rohrheizfläche:                     | 104,4 m² | 104,4 m² | 104,4 m² | 102,7 m² | 99,4 m² |
| Verdampfungs- heizfläche:           | 115,3 m² | 115,3 m² | 115,3 m² | 114,6 m² | 113,1 m² |
| Rohrlänge:                          | 3270 mm | 3270 mm | 3270 mm | 3200 mm | 3320 mm |
| Tender:                             | dreiachsig | dreiachsig | dreiachsig | dreiachsig | vierachsig |
| Kohlenvorrat:                       | 3 t | 3 t | 3 t | 3 t | 5,6 t |
| Wasservorrat:                       | 14,8 m³ | 14,8 m³ | 14,8 m³ | 14,8 m³ | 22,7 m³ |
| Zugheizung                          | Dampfheizung | Dampfheizung | Dampfheizung | Dampfheizung | Dampfheizung |
| Lokbremse                           | Dampfbremse (Lokomotive + Schlepptender) | Dampfbremse (Lokomotive + Schlepptender) | Dampfbremse (Lokomotive + Schlepptender) | Dampfbremse (Lokomotive + Schlepptender) | Dampfbremse (Lokomotive + Schlepptender) |
| Zugbremse:                          | Saugluftbremse | Saugluftbremse | Saugluftbremse | Saugluftbremse | Saugluftbremse |
| Anmerkung:                          | 1) Lokomotiven Nr. 2606–2608 wurden 1900 zu Nr. 19–21 umnummeriert 2) Maschinen Nr. 25, 28 und 29 nach Ablieferung auf 470 mm (18½ in) aufgebohrt | 1) Lokomotiven Nr. 2606–2608 wurden 1900 zu Nr. 19–21 umnummeriert 2) Maschinen Nr. 25, 28 und 29 nach Ablieferung auf 470 mm (18½ in) aufgebohrt | 1) Lokomotiven Nr. 2606–2608 wurden 1900 zu Nr. 19–21 umnummeriert 2) Maschinen Nr. 25, 28 und 29 nach Ablieferung auf 470 mm (18½ in) aufgebohrt | 1) Lokomotiven Nr. 2606–2608 wurden 1900 zu Nr. 19–21 umnummeriert 2) Maschinen Nr. 25, 28 und 29 nach Ablieferung auf 470 mm (18½ in) aufgebohrt | 1) Lokomotiven Nr. 2606–2608 wurden 1900 zu Nr. 19–21 umnummeriert 2) Maschinen Nr. 25, 28 und 29 nach Ablieferung auf 470 mm (18½ in) aufgebohrt |

Die Johnson Spinner, auch Johnson-Klasse 4-2-2 oder Midland Spinner, waren Dampflokomotiven der britischen Midland Railway (MR), die von Samuel Waite Johnson entworfene wurden und vor leichten hochwertigen Schnellzügen eingesetzt wurden. Die 95 zwischen 1887 und 1900 in den bahneigenen Werkstätten in Derby gebauten Single-Lokomotiven werden in die fünf Klassen 25, 1853, 179, 115 und 2601 eingeteilt werden, die sich in technischen Details leicht unterscheiden.

## Geschichte

### Vorgeschichte und Entwicklung
Im Fernverkehr nach Schottland bot die Midland Railway im Vergleich zu ihren konkurrierenden Bahngesellschaften nur selten die schnellste Verbindung. Dennoch erzielte sie dank häufig angebotener, leichter Schnellzüge hohe Einnahmen aus dem Verkehr zwischen den zahlreichen Zwischenbahnhöfen.
Für diese Züge setzte die Midland Railway bis in die 1880er Jahre Single-Lokomotiven mit der Achsfolge 1A1 ein. Die zwischen 1852 und 1866 unter der Leitung von Matthew Kirtley entwickelten Maschinen entsprachen jedoch zunehmend nicht mehr den gestiegenen Anforderungen. Im Jahr 1884 wies ein internes Rundschreiben der Bahngesellschaft alle Abteilungen an, die verbliebenen Lokomotiven aus dem Verkehr zu ziehen. Grund dafür war das häufige Durchrutschen des einzelnen Treibradsatzes, das bei den inzwischen schwerer gewordenen Zügen zu zahlreichen Verspätungen führte.
Single-Lokomotiven boten beim damaligen Stand der Technik gegenüber Lokomotiven mit gekuppelten Radsätzen mehrere Vorteile im Schnellzugeinsatz. Der einzelne Treibradsatz mit großem Durchmesser ermöglichte hohe Geschwindigkeiten, ohne die Radsatzlager oder Triebwerksteile durch hohe Drehzahlen übermäßig zu belasten – ein entscheidender Vorteil, da die Technik der Schmierung zu jener Zeit noch wenig ausgereift war. Zudem wiesen Single-Lokomotiven im Vergleich zu Maschinen mit mehreren Kuppelradsätzen einen geringeren Rollwiderstand auf, was sie besonders effizient für den Einsatz auf langen, ebenen Strecken machte.
Nachdem Robert Weatherburn, der als Locomotive Superintendent für den Londoner Distrikt der MR tätig war, eine in Leicester abgestellte Single entgegen den Anweisungen des 1884 ausgegebenen Rundschreibens mit einigen Modifikationen wieder in Betrieb genommen hatte, war Johnson davon überzeugt, dass es sinnvoll wäre, neue, verbesserte Single-Lokomotiven zu bauen, obwohl anderen Bahnen Ende des 19. Jahrhunderts  keine Single-Lokomotiven mehr bauen ließen. Ein Einsatz südlich von Derby erschien möglich, da es dort keine anspruchsvollen Steigungen gab, allerdings musste die Anfahrt bewältigt werden.
Jonson führte bedeutende Verbesserungen gegenüber früheren Single-Lokomotiventwürfen ein, die zum Teil auf Modifikationen von Weatherburn an Kirtleys 1A1-Lokomotive zurückgingen. Ein wesentliches Merkmal war die von Francis Holt, dem Werksleiter in Derby, gemeinsam mit James Gresham entwickelte dampfbetriebene Sandstreueinrichtung, die das Durchdrehen der Treibräder beim Anfahren wirksam reduzierte. Darüber hinaus wurde der Achsdruck des Treibradsatzes erhöht, um die Haftreibung zu verbessern, und anstelle einer einzelnen Vorlaufachse kam ein führendes Drehgestell zum Einsatz, was die Führung der Lokomotive im Gleis verbesserte.

### Bau
Zwischen 1887 und 1900 ließ Johnson insgesamt 95 Exemplare der eleganten Single-Lokomotiven in den bahneigenen Werkstätten in Derby fertigen. Aufgrund kleiner konstruktiver Unterschiede wurden sie in fünf Klassen unterteilt.
Die Klassenbezeichnungen richteten sich nach der Betriebsnummer der jeweils zuerst gebauten Lokomotive der Klasse. Wie bei vielen britischen Bahngesellschaften der viktorianischen Ära üblich, verwendete auch die Midland Railway ein sogenanntes Austauschnummernsystem: Neue Lokomotiven übernahmen die Nummern ausgemusterter Maschinen, wodurch einzelne Nummern mehrfach vergeben wurden. Neue Nummern wurden nur dann eingeführt, wenn der Lokomotivbestand erweitert wurde. Aus diesem Grund lässt sich die chronologische Reihenfolge der Klassen nicht direkt aus ihren Bezeichnungen ableiten.
Die ersten fünf Lokomotiven wurden 1887 ausgeliefert und der Klasse 25 zugeordnet. In den nachfolgenden Klassen wurden schrittweise der Durchmesser der Treibräder, die Zylindergröße sowie der Kesseldruck erhöht. Bis 1892 entstanden 60 Lokomotiven der kleineren Klassen 25, 1853 und 179, wobei die Klasse 1853 mit 42 Exemplaren die größte darstellte. Bei der Klasse 179 wurden statt Flachschiebern erstmals moderne Kolbenschieber verwendet.
Eine technische Weiterentwicklung war die Klasse 115, von der zwischen 1896 und 1899 fünfzehn Lokomotiven gebaut wurden. Sie wurden mit einem neuen, leistungsfähigeren Kessel versehen, und gelten als Höhepunkt der Entwicklung der Johnson Spinners. Die zehn zwischen 1899 und 1900 gefertigten Lokomotiven der Klasse 2601 waren zwar noch größer, konnten sich jedoch hinsichtlich ihrer Leistungsfähigkeit nicht eindeutig gegenüber der Klasse 115 behaupten.

### Ausstellungen
Zwei Johnson Spinner wurden auf Weltausstellungen in Paris präsentiert. Zur Weltausstellung von 1889 wurde die Lokomotive Nr. 1853 gezeigt, zur Weltausstellung von 1900 die Lokomotive Nr. 2601 Princess of Wales (siehe Liste von Lokomotiven auf der Weltausstellung Paris 1900). Beide Maschinen beeindruckten durch ihre elegante Erscheinung. Die Nr. 1853 erhielt eine Goldmedaille, die Princess of Wales den Grand Prix, obwohl sie von Kommentatoren auf dem europäischen Festland als technisch überholt eingestuft wurde.

### Betrieb
Die ersten drei Lokomotiven der Baureihe, mit den Nummern 25 bis 27, wurden dem Depot in Kentish Town im Nordwesten Londons zugewiesen. Die Lokomotiven mit den Nummern 28 und 29 kamen zunächst nach Nottingham, wurden jedoch bereits im folgenden Jahr ebenfalls nach London versetzt. Entgegen anfänglicher Skepsis erwiesen sich die Maschinen als großer Erfolg. Sie wurden vor hochwertigen Schnellzügen eingesetzt und erreichten Geschwindigkeiten bis 90 mph (ca. 145 km/h). Dies löste den Bau weiterer Maschinen aus, die in Nottingham, London, Leeds, Leicester und Liverpool stationiert wurden, nur wenige Exemplaren verblieben in Derby. Im Jahr 1892 entschloss man sich, die Leistungsfähigkeit der Baureihe auf der anspruchsvollen Strecke zwischen Derby und Bristol zu testen. Die in diesem Jahr in großer Zahl gebauten Lokomotiven wurden daher überwiegend nach Bristol oder Birmingham geliefert.
Insgesamt erzielten die Baureihen hervorragende Betriebsergebnisse und galt als eine der wirtschaftlichsten, die jemals in den Derby Works gefertigt wurde. Alle Klassen zeichneten sich selbst bei hohen Geschwindigkeiten durch einen ruhigen Lauf aus, was den geringen hin- und hergehenden Massen zu verdanken war. Die Lokomotiven waren beim Personal äußerst beliebt. Die Lokomotiven hatten einen sehr sparsamer Kohlenverbrauch. Bei einer Zuglast von 115 Tonnen lag der Kohleverbrauch bei lediglich 5,6 bis 5,9 kg pro Kilometer (20 bis 21 Pfund pro Meile).
Trotz der Dampfsander war es schwierig, schwere Züge mit den Single-Lokomotiven anzufahren. Die Triebachse neigte unbemerkt durchzudrehen, denn es machte sich auf dem Führerstand kein Klappern bemerkbar, wie das bei Lokomotiven mit mehreren Kuppelachsen üblich war. Aus diesem Grund erhielten die Lokomotiven den Spitznamen Spinners ‚Schleuderer‘ oder zusammen mit dem Namen des Oberingenieurs auch Johnson Spinners. Doch sobald sie in Fahrt waren, glitten sie scheinbar mühelos dahin.
Im Jahr 1907 erhielten die Lokomotiven eine neue Nummerierung in der Reihenfolge ihres Baus, die bei der Nummer 600 begann. Sie gehörten zu den wenigen Baureihen, die unter Richard Deeley, dem Nachfolger von Johnson keine grundlegende Umgestaltung erfuhren. Obwohl sie später durch schwerere und leistungsstärkere Schlepptenderlokomotiven ersetzt wurden, erlebten sie während des Kohlestreiks von 1912 ein kurzes Comeback. Aufgrund ihrer Wirtschaftlichkeit wurden sie erneut in einigen der schnellsten Züge eingesetzt.
In späteren Jahren kamen sie vor allem bei hochwertigen Schnellzügen als Vorspannlokomotiven oder bei Regionalzügen zum Einsatz. Während des Ersten Weltkriegs wurden sie abgestellt oder unpassenderweise als Vorspannlokomotiven vor Güterzügen bei Güterzügen eingesetzt. Teilweise wurden sie sogar in Doppeltraktion vor Kohlenzügen eingesetzt.
Während des Betriebs erfuhren die Lokomotiven nur wenige Änderungen. Bei drei Lokomotiven der Klasse 25 wurden die Zylinder von 457 mm
(18 in) auf 470 mm (18½ in) aufgebohrt. Die Lokomotive Nr. 600, die ehemalige Nr. 25, erhielt 1917 ein neues Führerhaus von Deeley sowie Anpassungen für den Betrieb zusammen mit dem aus einem Dampftriebwagen umgebauten Inspektionswagen der Direktion.
Die Johnson Spinner wurden zwischen 1919 und 1928 ausgemustert, beginnend mit den Lokomotiven Nr. 601 (ehemalige Nr. 26) und der Nr. 696 (ehemalige Nr. 2602). Die Lokomotiven der Klasse 2601 wurden zuerst ausrangiert, obwohl sie die jüngsten Johnson Spinner waren. Die meisten von ihnen wurden bis 1920 ausgemustert; bis 1922 waren alle Lokomotiven der Klasse verschrottet. Von den übrigen Klassen gelangten 1923 noch 43 Lokomotiven zur London, Midland and Scottish Railway (LMS). Die letzten in Betrieb befindlichen Johnson Spinner waren die oben erwähnte Nr. 600, die für den Salonwagen der Direktion bereitstand, sowie die ebenfalls im Juli 1928 ausgemusterte, aber erhaltene Nr. 673.

### Erhaltene Lokomotive

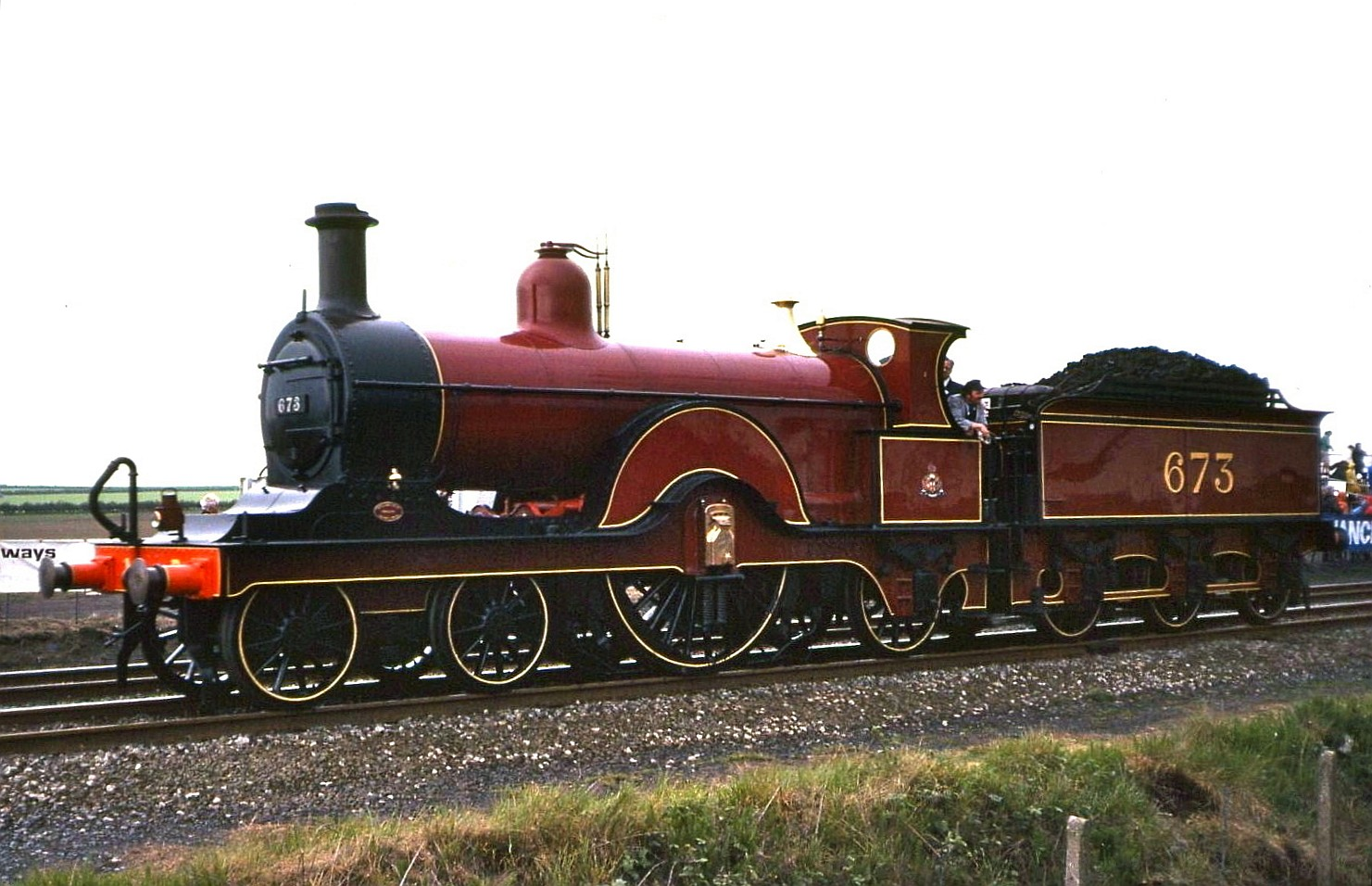
Johnson Spinner Nr. 673

Bei der Ausmusterung im Juli 1928 wurde die Lokomotive Nr. 673 für die Erhaltung bestimmt. Eine optische Aufarbeitung brachte die alte Nr. 118 sowie die karminrote Lackierung der Midland Railway zurück. Ab Januar 1931 wurde sie im Werksmuseum in Derby ausgestellt. Zwischen 1976 und 1980 war die Lokomotive wieder betriebsfähig und wurde anlässlich der 150-Jahr-Feier des Rennens von Rainhill unter Dampf präsentiert. Heute ist sie als statisches Ausstellungsstück Teil der Sammlung des National Railway Museum in York.

## Technik

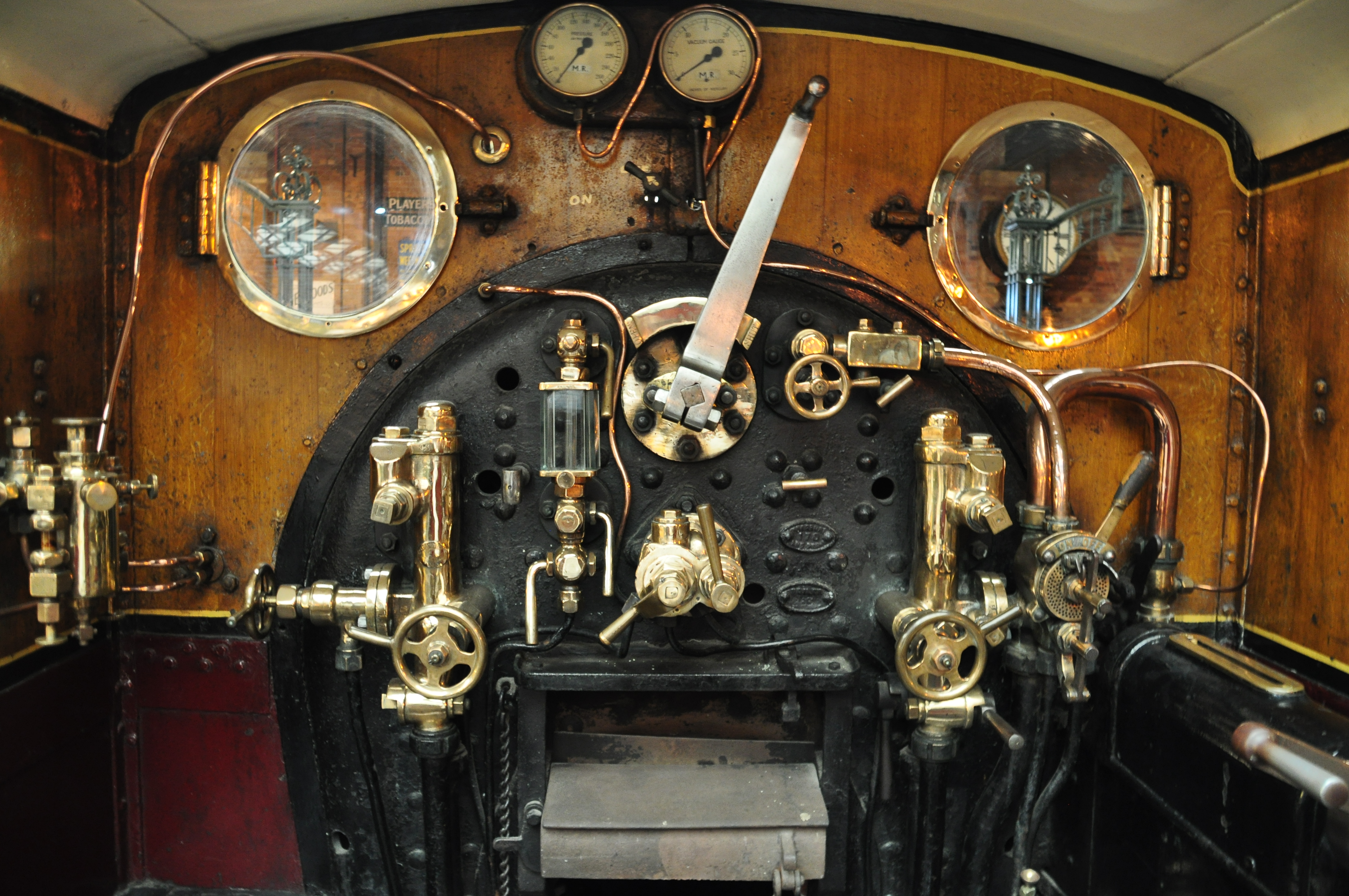
Führerstand der Nr. 673

Alle Klassen besaßen einen Doppelrahmen, das heißt sowohl einen Außen- als auch einen Innenrahmen. Das Fahrwerk bestand aus dem Treibradsatz mit einem Durchmesser von mehr als zwei Metern, einem vorlaufenden Drehgestell und einer hinteren fest im Rahmen gelagerten Laufachse. Der Treibradsatz wies mit etwa 18 t eine für die damalige Verhältnisse sehr hohe Achslast auf, die nur auf Hauptstrecken gefahren werden konnte. Er war sowohl im äußeren als auch im inneren Rahmen gelagert und wies somit vier Lager auf. Die Federung war anfangs mit Blattfedern, später mit Schraubenfedern ausgeführt. Die Federn waren am Lager im Außenrahmen unterhalb und am Lager im Innenrahmen oberhalb angeordnet. Die hintere Laufachse besaß nur Lager im Außenrahmen mit darüber angeordneten Blattfedern. Das Zweizylinder-Nassdampf-Innentriebwerk war mit einer ebenfalls innenliegenden Stephenson-Steuerung ausgestattet. Diese ließ sich per Spindel vom Platz des Lokführers auf der rechten Seite Führerstands einstellen. Die dampfbetriebene Sandstreueinrichtung konnte sowohl bei Vorwärts- und Rückwärtsfahrt Sand unter die Treibräder streuen. Der Sand wurde den Sandkästen zwischen den Rahmenwangen des Doppelrahmens entnommen. Der Stehkessel war zwischen Treibradsatz und Nachlaufachse angeordnet. Auf dem Kesselrücken befand etwas vor dem Treibradsatz ein Dampfdom mit zwei Salter-Sicherheitsventilen. Ein drittes Sicherheitsventil befand sich über der Feuerbüchse.

### Klasse 25

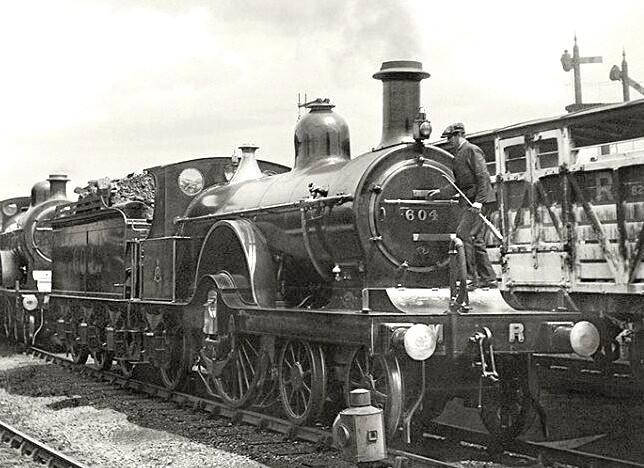
Lokomotive Nr. 607 der Klasse 25, Baujahr 1888

Die ersten 18 Lokomotiven, die zwischen 1887 und 1890 gebaut wurden, waren der Klasse 25 zugeteilt. Mit einem Durchmesser von 2235 mm (7 ft 4 in) hatten ihre Treibräder den bisher größten Durchmesser, der bei der Midland Railway genutzt wurde. Die Achslasten verteilten sich wie folgt: Achsen des Drehgestells: je 7,3 t, Treibradsatz: 18,8 t, Nachlaufachse: 10,8 t. Der Stahlkessel des Typs D hatte einen Kesseldruck von 11 bar (160 psi). Das Triebwerk hatte Zylinder mit einem Durchmesser von 457 mm (18 in) und wurde über zwischen den Zylindern stehend angeordnete Flachschieber gesteuert. Der dreiachsige Schlepptender fasste 14,8 m³ Wasser (3250 Gallonen) sowie drei Tonnen Kohle.

### Klasse 1853

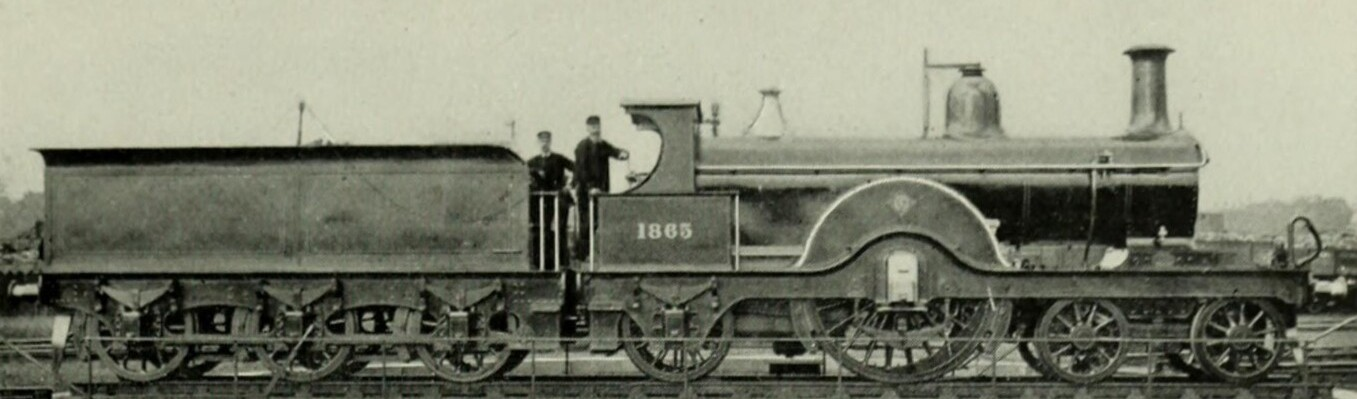
Lokomotive Nr. 1865 der Klasse 1853, Baujahr 1889

Die zwischen 1889 und 1893 gebaute Klasse 1853 war mit 42 gebauten Maschinen die größte Klasse. Im Vergleich zur Klasse 25 wurde der Durchmesser der Zylinder auf 470 mm (18½ in) vergrößert und der Durchmesser der Treibräder auf 2286 mm (7 ft 6 in), wodurch die Lokomotiven etwas leistungsfähiger waren. Die Nachlaufachse hatte einen Durchmesser von 1320 mm. Die beiden ersten Lokomotiven der Klasse mit den Nummern 1853 und 34 gehörten zu den ersten Lokomotiven der Midland Railway, die gegossene Räder aus Siemens-Martin-Stahl verwendeten. Diese Änderung wurde später bei weiteren Maschinen der Klasse eingeführt und setzte sich schließlich als Standard durch. Bis dahin waren die Räder aus Schmiedeeisen, wobei für die Speichen Werkstücke mit einem massiven T-Kopf geschmiedet wurden, die in der Mitte jeder Speiche verschweißt wurden. Auch die Ausgleichsgewichte wurden in die Felge der Antriebsräder geschmiedet.

### Klasse 179

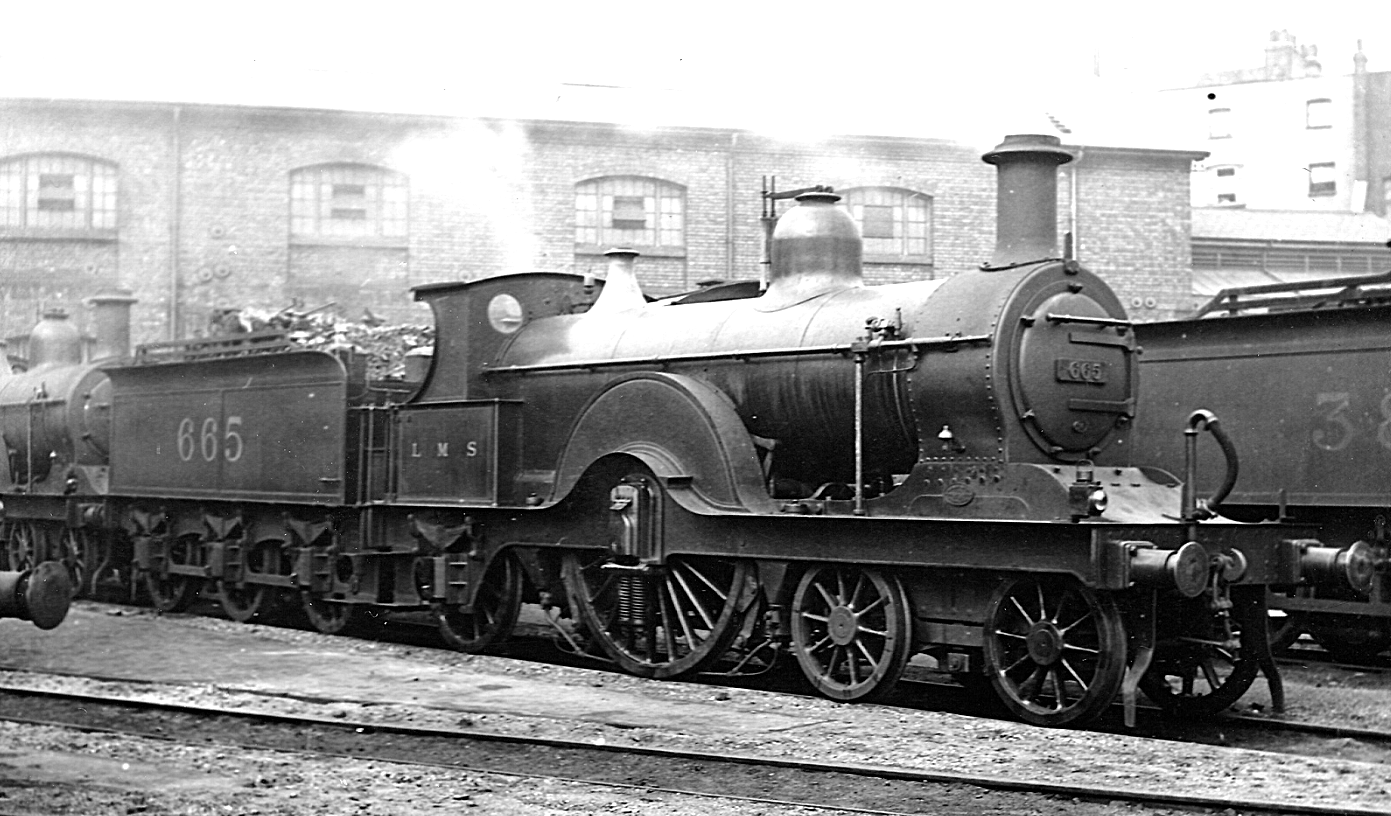
Lokomotive Nr. 665 der Klasse 179, Baujahr 1893

Die zwischen 1893 und 1896 gebaute Klasse 179 umfasste lediglich zehn Lokomotiven. Sie unterschied sich von der Klasse 1853 nur durch die auf einen Durchmesser von 483 mm (19 in) vergrößerten Zylinder sowie die erstmalige Verwendung von Kolbenschiebern anstelle von Flachschiebern, die über den Zylindern angeordnet wurden.

### Klasse 115

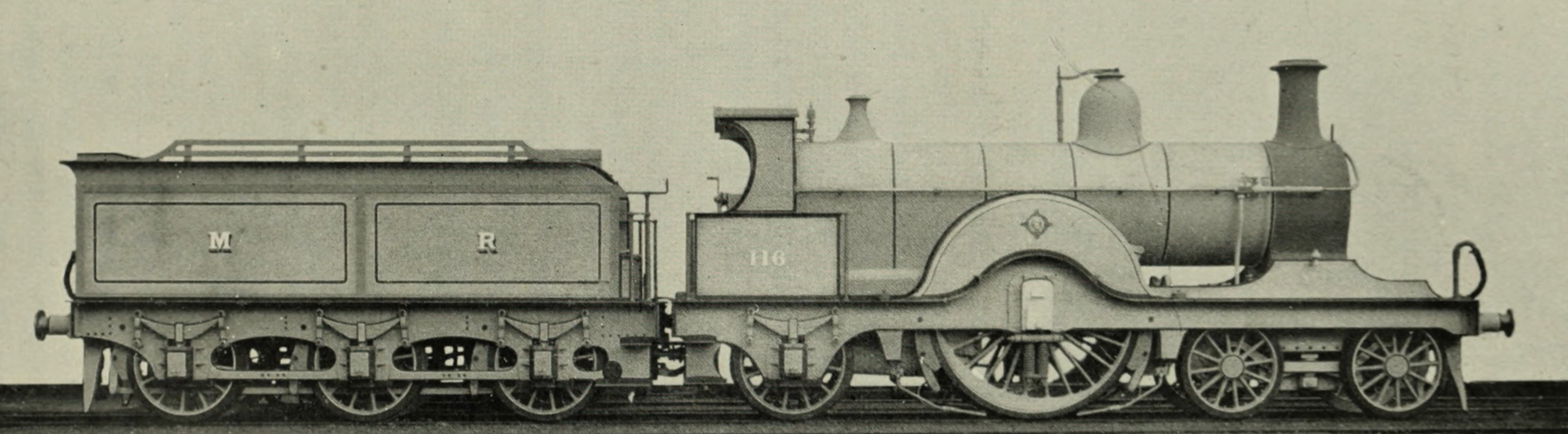
Lokomotive Nr. 116 der Klasse 115, Baujahr 1896

Die zwischen 1896 und 1899 gebauten 15 Lokomotiven gelten meist als die beste Variante der Johnston Spinners. Sie verwendeten den leistungsfähigeren Kessel des Typs E, der im Vergleich zum Typ D etwas länger war. Deshalb musste der Abstand zwischen Treibradsatz und Drehgestells geringfügig vergrößert werden. Zudem wurde der Kesseldruck auf 11,7 bar (170 psi) erhöht und der Zylinderdurchmesser auf 495 mm (19 1⁄2 in) sowie der Treibraddurchmesser auf 2362 mm (7 ft 9 in) vergrößert.

### Klasse 2601

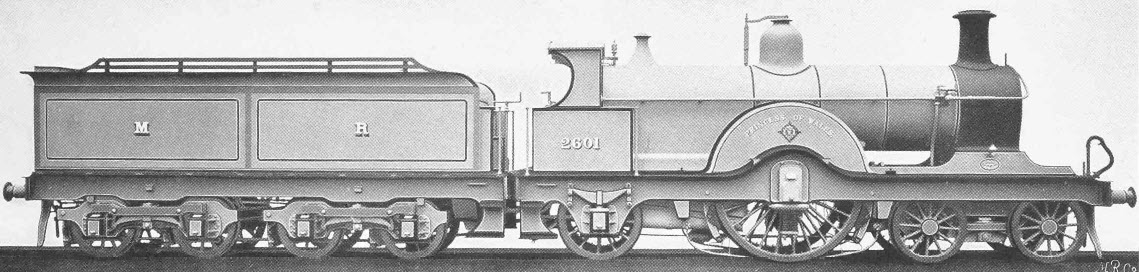
Lokomotive Nr. 2601 der Klasse 2601, Baujahr 1899

Die zwischen 1899 und 1900 gebauten zehn Lokomotiven waren die letzten Single-Lokomotiven der Midland Railway. Sie erhielten einen leistungsfähigeren Kessel des Typs F, der mit einem Druck von 12,4 bar (180 psi) betrieben wurde. Bei dieser Variante befand sich der Dampfdom direkt über dem Treibradsatz. Verglichen mit den Vorgängermodellen wurde dies von vielen als weniger elegant wahrgenommen. Die Treibräder wurden geringfügig auf 2375 mm (7 ft 9½ in) vergrößert. Die Lokomotiven waren mit extra großen Schlepptendern mit Drehgestellen gekuppelt, die schwerer als die Lokomotiven waren. Der groß Wasservorrat war für Langstreckenfahrten nötig, weil dieser damals noch nicht während der Fahrt aus Gleiströgen ergänzt werden konnte. Die Lokomotiven waren in der Lage 200-t-Züge auf einer Steigung von 5 ‰ zu befördern.